# Dionysius von Montina
Dionysius von Montina war ein Augustinereremit und kritischer Denker.
Dionysius ist 1375 als Dr. theol. in Paris bezeugt und bekannt als Vertreter der spätmittelalterlichen Augustinerschule mit ihrem gemäßigten Nominalismus und ihrer Rückkehr zu Augustinus. In seiner Sentenzenlesung (1371–72) schloss er sich dem Zisterzienser Konrad von Ebrach an, mit dessen Sentenzenkommentar sie stark vermengt und 1511 in Paris als Dionysius Cisterciensis bzw. Pseudo-Dionysius Cisterciensis gedruckt wurde.